# Hanahan
Hanahan – miasto w Stanach Zjednoczonych, w stanie Karolina Południowa, w hrabstwie Berkeley.